# Kaba (Hajdú-Bihar)
Kaba est une ville et une commune du comitat de Hajdú-Bihar en Hongrie.